# Ambrozie-Irineu Darău
Ambrozie-Irineu Darău (n. 12 octombrie 1986, Sighetu Marmației, Maramureș, România) este senator al României din anul 2020, atunci când a candidat pe listele USR-PLUS și a fost ales în Circumscripția nr. 8 din Brașov. În august 2021 și-a anunțat candidatura pentru președinția USR-PLUS. Este președintele ales al filialei județene USR Brașov, funcție ocupată în perioadele: septembrie 2018 - ianuarie 2021 și respectiv iunie 2022 - prezent.

## Activitate profesională
Irineu Darău este de profesie informatician. Fost olimpic la informatică și istorie, absolvent de licență și master în informatică la Universitatea din București, Irineu a fost antreprenor consultant în software și management. Are 15 ani de experiență internațională în IT și antreprenoriat, dintre care 10 ani în Franța. A urmat, de asemenea, cursuri la Centre international de formation européenne din Nisa. A fost implicat în mai multe proiecte civice, dintre care cele mai importante sunt cele legate de Fundația Academia Civică, de Centrul pentru Investigarea Crimelor Comunismului în România și de Memorialul Sighet.